# Ooops! The Adventure Continues
Ooops! The Adventure Continues (bra: Epa! Cadê o Noé 2; prt: Upsss! 2 - A Aventura Continua) é um filme de animação teuto-irlandês-luxemburguês de 2020 dirigido por Toby Genkel e Sean McCormack. É a sequência de Ooops! Noah Is Gone..., lançada em 2015.

## Sinopse
O filme conta a história da Arca de Noé, que flutua no mar com seus amigos a bordo. O estoque de comida acaba após semanas sem terra ao alcance. A paz, que era passageira, pode despedaçar-se a qualquer momento e os dois amigos acabam em uma ilha deserta junto com os últimos suprimentos de alimento, enquanto um deles desperta em uma colônia cheia de animais que vivem em harmonia sob um vulcão em ameaça de erupção. Contra a maré e os tremores, a missão de resgate dos amigos deve ser cumprida a fim de salvar uma colônia da destruição completa, além da salvação de todos os animais.